# Віхерник
Віхерник (пол. Wichernik) — село в Польщі, у гміні Скомлін Велюнського повіту Лодзинського воєводства.
Населення — 355 осіб (2011).
У 1975-1998 роках село належало до Серадзького воєводства.

## Демографія
Демографічна структура станом на 31 березня 2011 року:
|          | Загалом | Допрацездатний вік | Працездатний вік | Постпрацездатний вік |
| -------- | ------- | ------------------ | ---------------- | -------------------- |
| Чоловіки | 179     | 43                 | 109              | 27                   |
| Жінки    | 176     | 31                 | 98               | 47                   |
| Разом    | 355     | 74                 | 207              | 74                   |